# Franz Ludwig Hürner
Franz Ludwig Hürner (* 1. April 1778 in Aarau; † 7. August 1849; heimatberechtigt in Aarau) war ein Schweizer Politiker und Richter. Von 1828 bis 1837 war er Regierungsrat des Kantons Aargau.

## Biografie
Der Sohn des Stadtschreibers und Notars Gabriel Hürner studierte Recht an der Akademie in Bern und bestand 1798 das Notariatsexamen. Nachdem im März desselben Jahres die Helvetische Republik ausgerufen worden war (mit Aarau als erster Hauptstadt), war Hürner der erste Sekretär der Kanzlei der neuen Republik, wechselte aber bald zum helvetischen Gerichtshof. 1803 erhielt er die Zulassung als Rechtsanwalt, woraufhin er im Nebenamt bis 1828 als Stadtschreiber von Aarau tätig war. Von 1812 bis 1828 amtierte er auch als kantonaler Appellationsrichter, von 1802 bis 1835 gehörte er der Direktion der Kantonsschule Aarau an.
Hürner war auch politisch aktiv. 1808 wurde er in den Grossen Rat gewählt, dem er über drei Jahrzehnte lang angehörte. Von 1813 bis 1815 vertrat er den Aargau an den eidgenössischen Tagsatzungen. 1828 wählte ihn der Grosse Rat in die Kantonsregierung, in der er hauptsächlich für die Finanzen zuständig war. Daneben war Hürner Präsident des reformierten Kirchenrates, auf eidgenössischer Ebene nahm er an Münz-, Post- und Zollkonferenzen teil. Als die Liberalen 1830 im Zuge der Regeneration die Macht übernahmen, blieb er im Gegensatz zu mehreren Amtskollegen weiterhin in der Kantonsregierung.
1837 bestätigte der zunehmend radikalere Grosse Rat Hürner nicht mehr im Amt. Daraufhin war er vorübergehend aargauischer Postdirektor und Direktionsmitglied einer Eisenbahngesellschaft, deren Projekt einer Bahnstrecke nach Zürich jedoch nicht verwirklicht wurde. 1841 versuchte er vergeblich, im Aargauer Klosterstreit zwischen den verhärteten Fronten zu vermitteln, woraufhin er bei den Wahlen im selben Jahr sein Grossratsmandat verlor. Von 1838 bis zu seinem Tod wirkte Hürner als Oberrichter.